# Jake Neighbours
Jake Neighbours (* 29. März 2002 in Calgary, Alberta) ist ein kanadischer Eishockeyspieler, der seit Oktober 2020 bei den St. Louis Blues in der National Hockey League unter Vertrag steht. Mit der kanadischen Nationalmannschaft gewann der linke Flügelstürmer die Goldmedaille bei der Weltmeisterschaft 2023.

## Karriere
Jake Neighbours lief in seiner Jugend für lokale Nachwuchsmannschaften im Großraum Calgary auf, ehe er Mitte der Saison 2017/18 zu den Edmonton Oil Kings wechselte. Für diese lief er fortan in der Western Hockey League (WHL) auf, der ranghöchsten Juniorenliga seiner Heimatprovinz. Der Durchbruch dort gelang ihm in der Spielzeit 2019/20, als er 70 Scorerpunkte in 64 Spielen verzeichnete und darüber hinaus zum CHL Top Prospects Game eingeladen wurde. Wenig später wählten ihn die St. Louis Blues im NHL Entry Draft 2020 an 26. Position aus. In der verkürzten Saison 2020/21 erhielt der Flügelstürmer mit einer Plus/Minus-Statistik von +29 in 19 Einsätzen den WHL Plus-Minus Award.
Bereits im Oktober 2020 hatten die St. Louis Blues ihn mit einem Einstiegsvertrag ausgestattet, bevor er im Oktober 2021 sein Debüt in der National Hockey League (NHL) gab. Nach neun Partien schickten ihn die Blues jedoch zurück in die WHL, wo er mit den Oil Kings am Ende seines letzten Juniorenjahres die Playoffs um den Ed Chynoweth Cup gewann. Zudem berücksichtigte man ihn im Central Division Second All-Star Team, bevor er mit dem Team auch am Memorial Cup 2022 teilnahm, dort jedoch in der Vorrunde scheiterte. Zur Saison 2022/23 wechselte Neighbours fest in die Organisation der Blues, wobei er bereits überwiegend in der NHL zum Einsatz kam, jedoch zeitweise auch in der American Hockey League (AHL) bei St. Louis’ Farmteam spielte, den Springfield Thunderbirds. Zur Spielzeit 2023/24 etablierte er sich schließlich im Aufgebot der Blues.

### International
Auf internationaler Ebene debütierte der Angreifer im Rahmen der World U-17 Hockey Challenge 2018 und belegte dort mit dem Team Canada White den sechsten Platz. Im U18-Bereich gewann er anschließend eine Silbermedaille beim Hlinka Gretzky Cup 2019, vertrat sein Heimatland jedoch nicht bei U18-Weltmeisterschaften. Dem gegenüber nahm Neighbours mit der U20-Nationalmannschaft an der U20-Weltmeisterschaft 2022 teil, die jedoch aufgrund der COVID-19-Pandemie abgebrochen wurde, während er bei der Wiederholung keine Berücksichtigung mehr fand. In der Folge kam er bei der Weltmeisterschaft 2023 auch zu seinem Debüt für die kanadische A-Nationalmannschaft, mit der er dabei prompt die Goldmedaille gewann.

## Erfolge und Auszeichnungen
- 2020 Teilnahme am CHL Top Prospects Game
- 2021 WHL Plus-Minus Award
- 2022 Ed-Chynoweth-Cup-Gewinn mit den Edmonton Oil Kings
- 2022 WHL Central Division Second All-Star Team

### International
- 2019 Silbermedaille beim Hlinka Gretzky Cup
- 2023 Goldmedaille bei der Weltmeisterschaft

## Karrierestatistik
Stand: Ende der Saison 2024/25

### International
Vertrat Kanada bei:
- World U-17 Hockey Challenge 2018
- Hlinka Gretzky Cup 2019
- abgebr. U20-Weltmeisterschaft 2022
- Weltmeisterschaft 2023

(Legende zur Spielerstatistik: Sp oder GP = absolvierte Spiele; T oder G = erzielte Tore; V oder A = erzielte Assists; Pkt oder Pts = erzielte Scorerpunkte; SM oder PIM = erhaltene Strafminuten; +/− = Plus/Minus-Bilanz; PP = erzielte Überzahltore; SH = erzielte Unterzahltore; GW = erzielte Siegtore; 1 Play-downs/Relegation; Kursiv: Statistik nicht vollständig)